# Darío de Regoyos

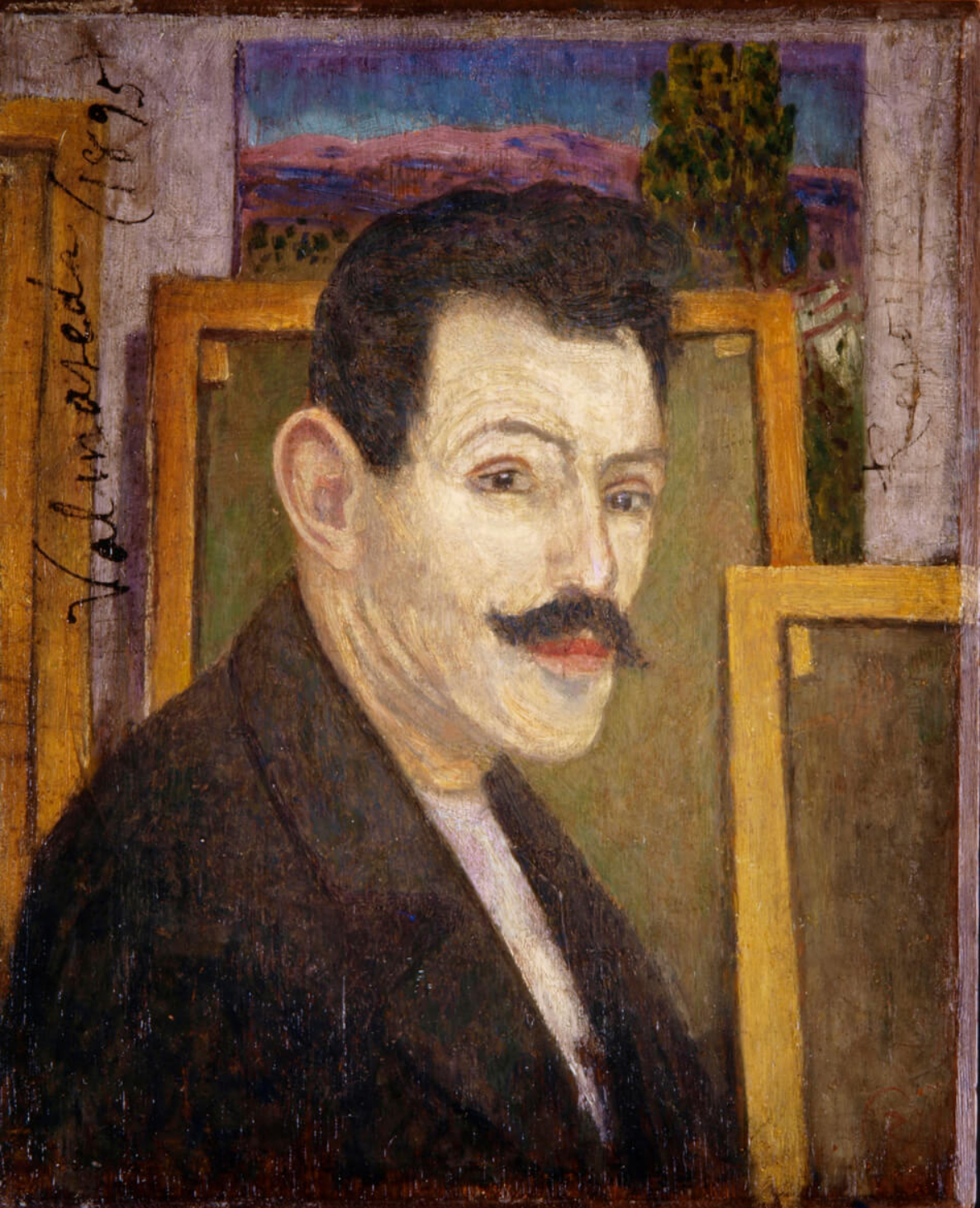
Darío de Regoyos, zelfportret 1895

Darío de Regoyos y Valdés (Ribadesella, Asturië, 1 november 1857 – Barcelona, 29 oktober 1913) was een Spaans kunstschilder. Hij wordt gerekend tot de stromingen van het impressionisme en het pointillisme.

## Leven en werk

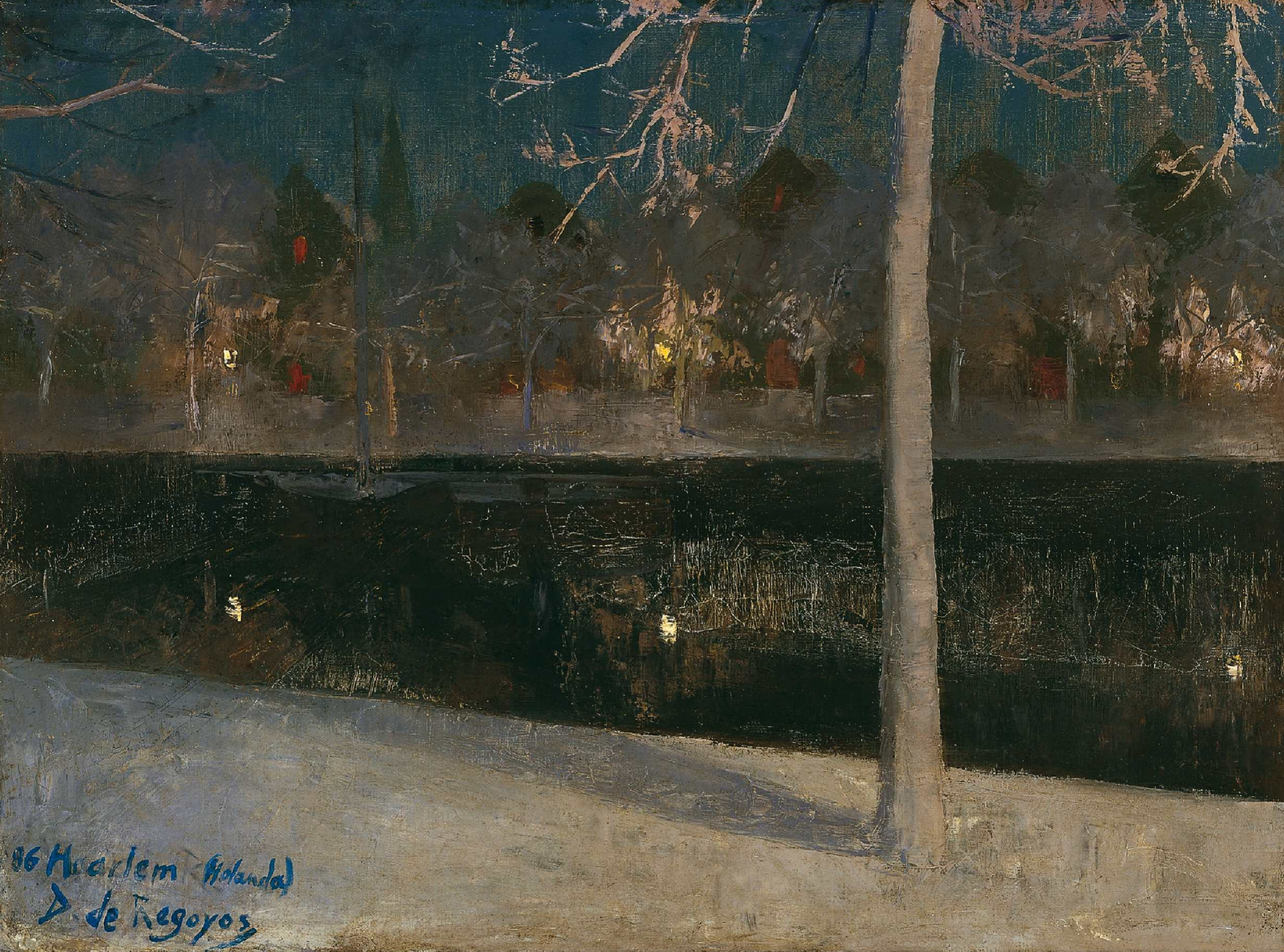
Sneeuwlandschap bij avond, Haarlem 1886

Darío de Regoyos was de zoon van een architect. Hij begon zijn opleiding aan de Real Academia de Bellas Artes de San Fernando te Madrid, waar hij studeerde onder Carlos De Haes, een tot Spanjaard genaturaliseerde Belg. In 1880 vertrekt hij naar Parijs en raakt daar bevriend met Maximilien Luce. Samen reizen ze korte tijd later door naar Brussel en komen in contact met Théo van Rysselberghe en Frantz Charlet, met wie ze de avant-gardistische kunstenaarsvereniging L'Essor oprichten. In 1883 was Regoyos ook betrokken bij de oprichting van Les Vingt. Hij neemt regelmatig deel aan exposities van deze verenigingen. Tot 1889 zal hij in Brussel blijven wonen, hoewel hij erg reislustig blijft: met Van Rysselberghe reist hij naar Spanje, hij schildert ook een tijdje in Haarlem en Zandvoort, en hij bezoekt door hem bewonderde schilders als James McNeill Whistler, Camille Pissarro, Paul Signac en Georges Seurat. Met de laatste drie en Jean-François Raffaëlli houdt hij in 1888 een spraakmakende expositie in de burelen van La Revue blanche. In 1889 heeft hij veel succes met een tentoonstelling in de Salon des indépendants, samen met Degas en opnieuw Signac en Pissarro.
Regoyos schilderde vooral landschappen, waarin hij impressionistische natuurwaarneming combineert met een pointillistische werkwijze. Ondanks zijn impressionistische manier van werken zijn zijn schilderijen vaak een beetje donker, enigszins beïnvloed door het neo-impressionisme. Hij werd wel de sombere impressionist genoemd. In 1895 huwt hij de Française Henriette de Montguyon. Met haar verblijft hij in 1898 enige tijd in Londen om zich daarna in San Sebastian te vestigen. In Spanje zou hij slechts hij echter slechts beperkt succes oogsten, zoals het impressionisme daar nooit goed voet aan de grond kreeg. Voor exposities bleef hij naar Parijs pendelen.
Regoyos was bevriend met de componisten Enrique Fernández Arbós en Isaac Albéniz, alsook met Emile Verhaeren. Na een gezamenlijke Spanjereis met Verhaeren publiceerde hij in 1899 zijn enige boek, een reisverslag: "La Espana negra". Rond 1907 openbaarden zich de eerste symptomen van kanker, waarna hij nog op diverse plaatsen zal wonen, onder andere in Duitsland. In 1913 overlijdt hij in Barcelona, bijna 56 jaar oud. Diverse van zijn werken zijn momenteel te zien in Museo Thyssen-Bornemisza en het Museo del Prado in Madrid en in het Museo de Bellas Artes de Bilbao.

## Galerij

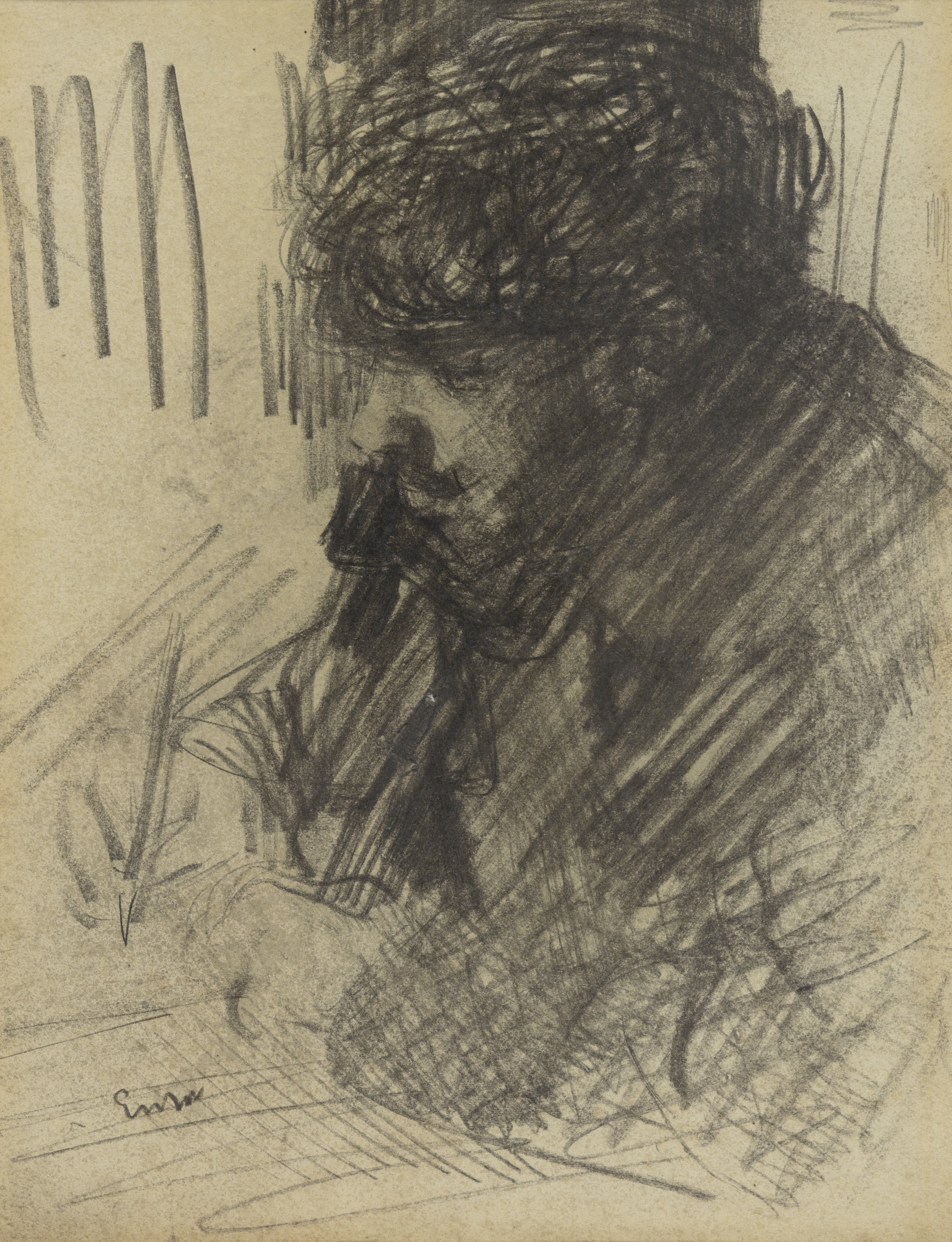
Portret van Dario de Regoyos door James Ensor
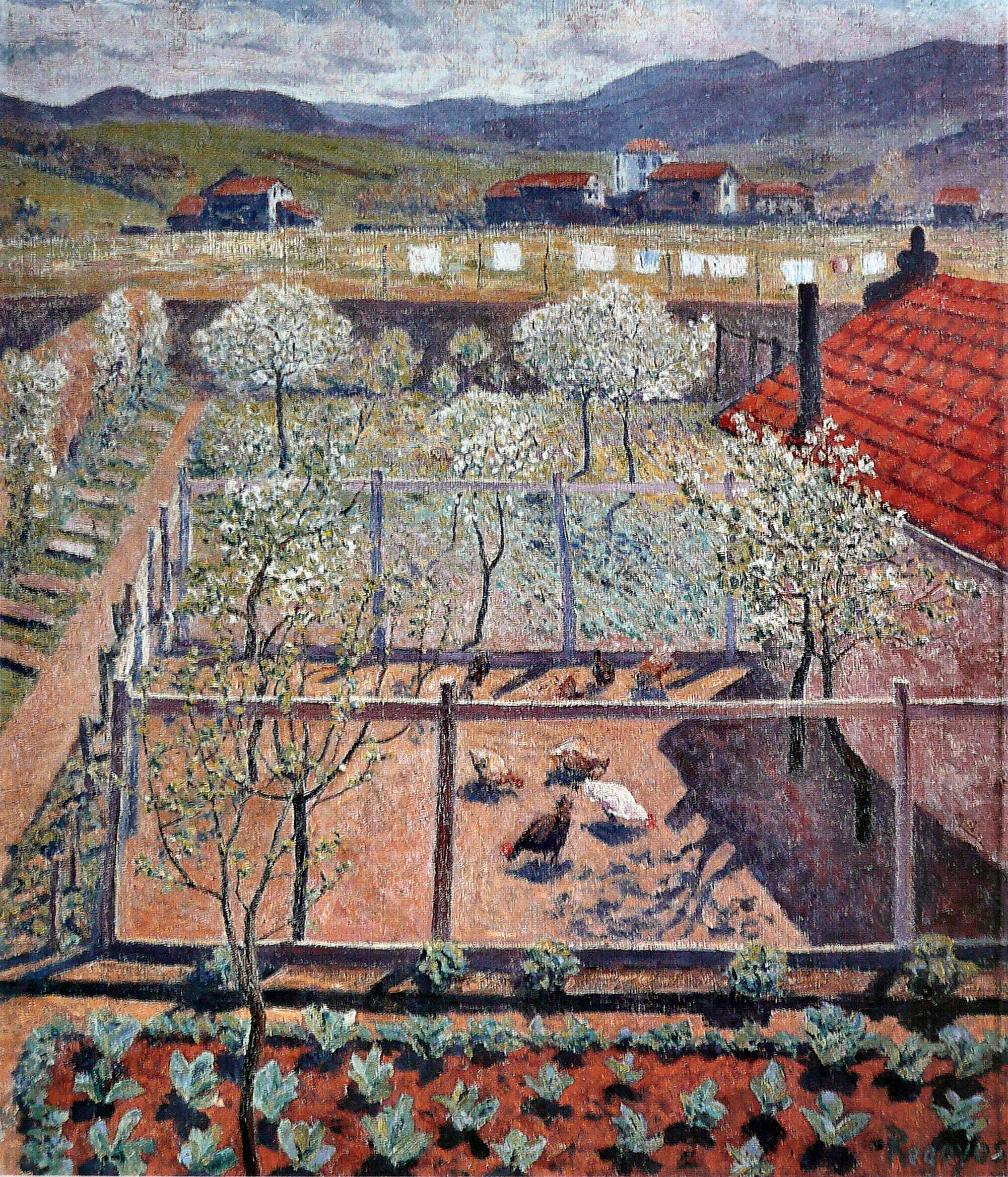
Le Poulailler
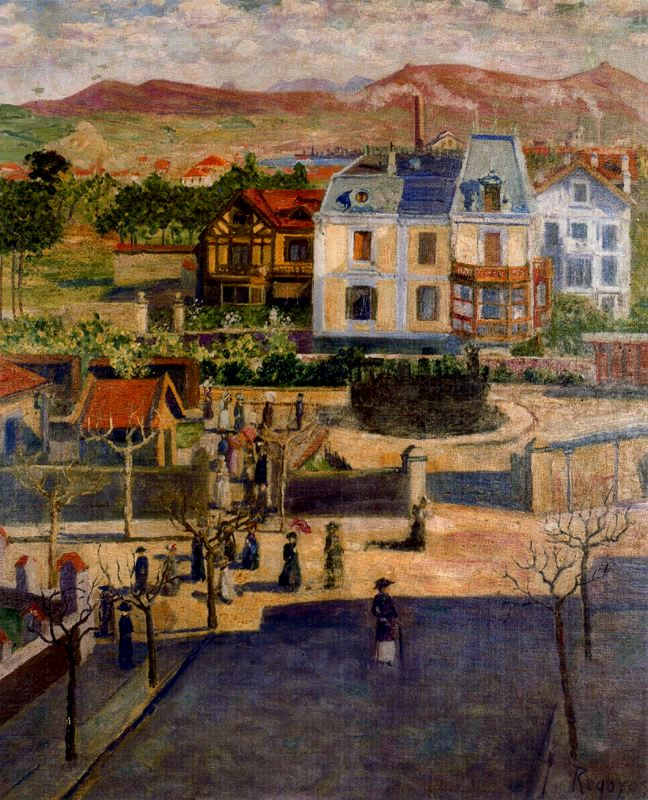
Estación de Las Arenas
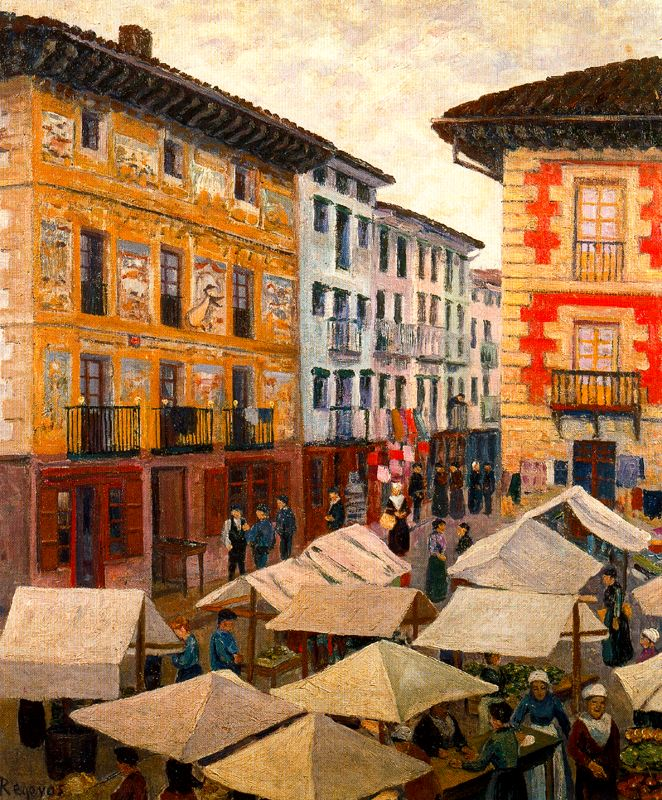
Mercado de Villafranca de Oria
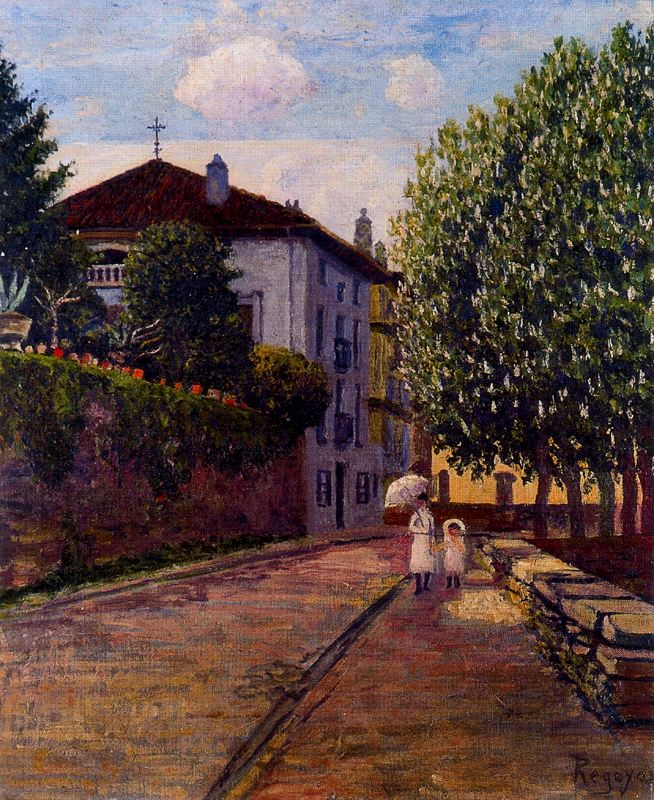
Calle de Durango
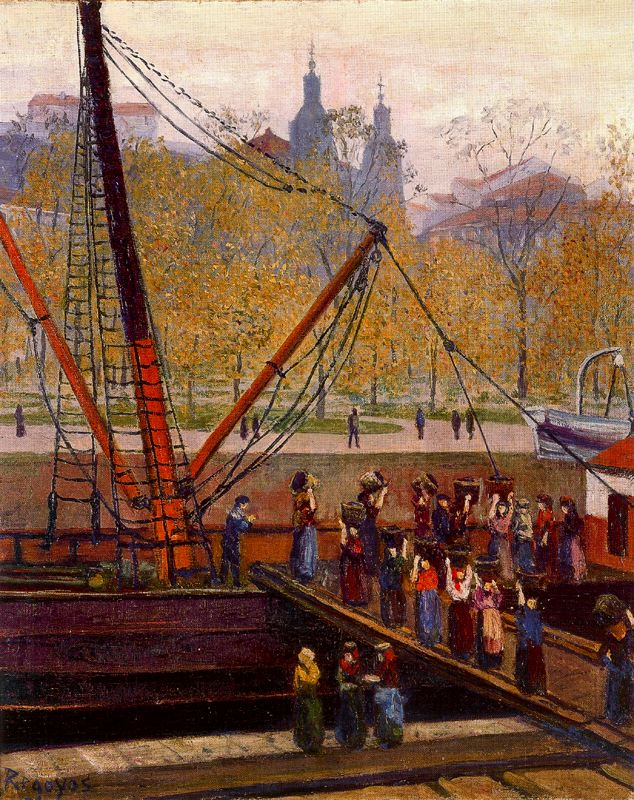
Cargadoras del muelle del arenal
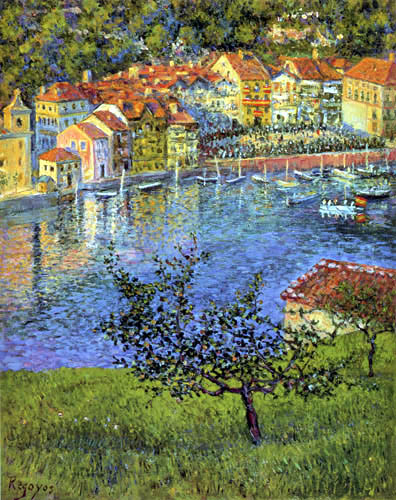
Corridas de toros en la ciudad
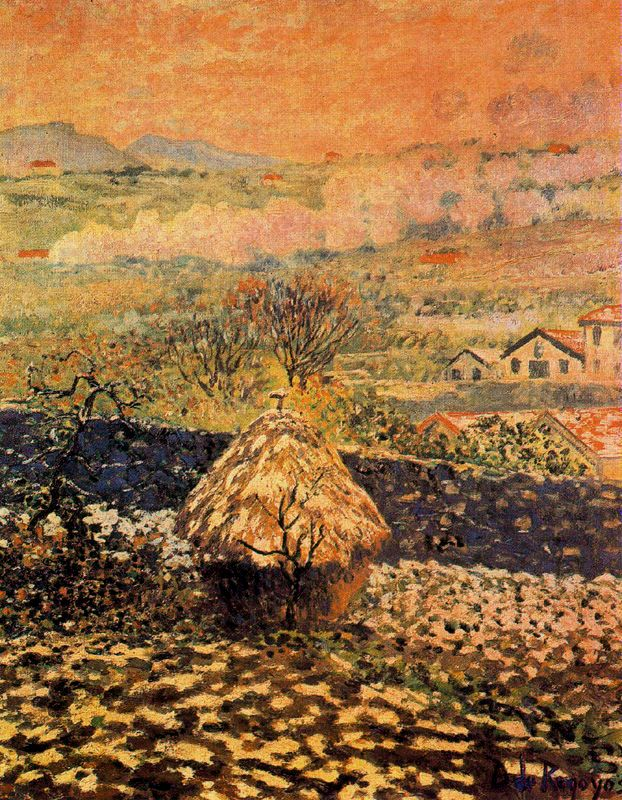
Humo y dehielo en Dax
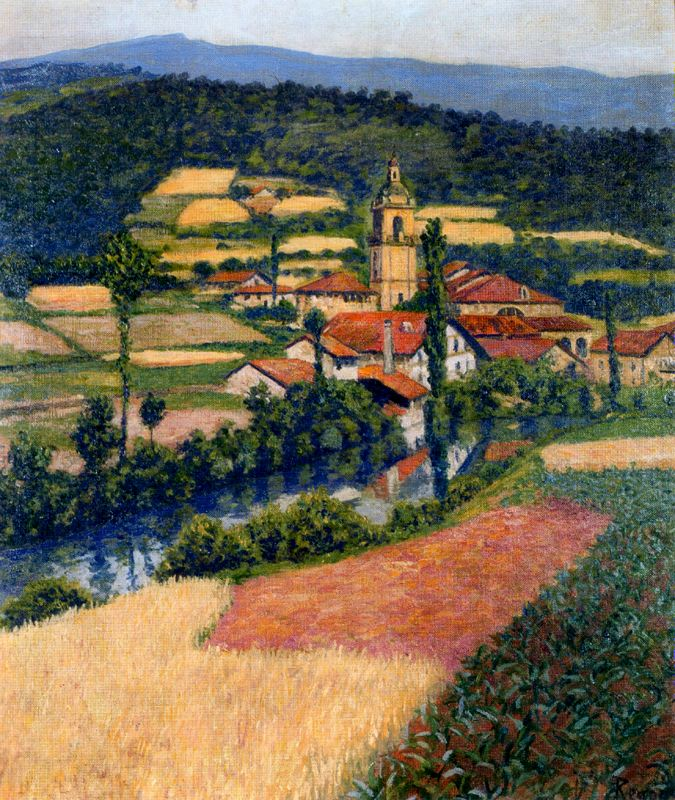
Yurreta
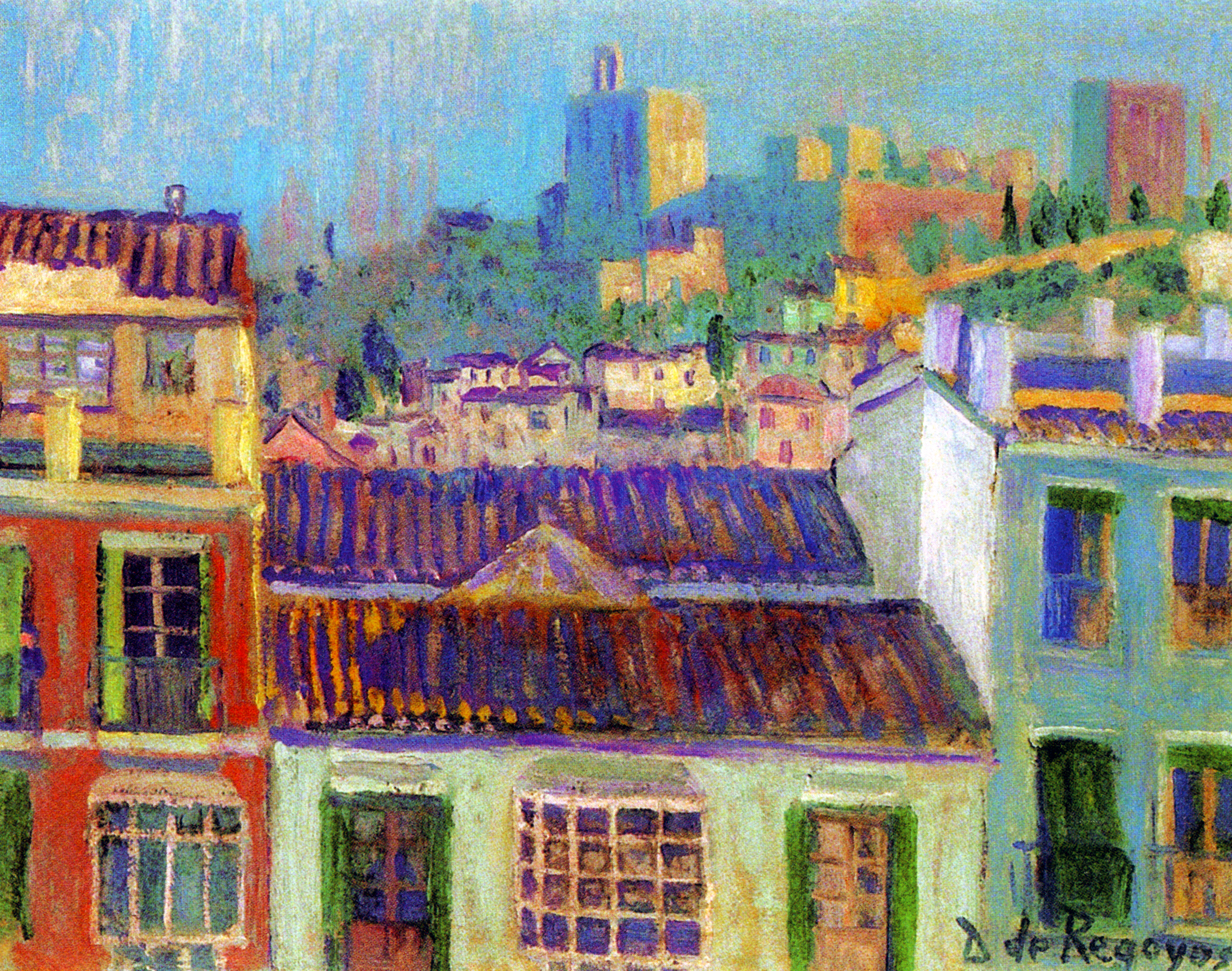
Vista de la Alhambra
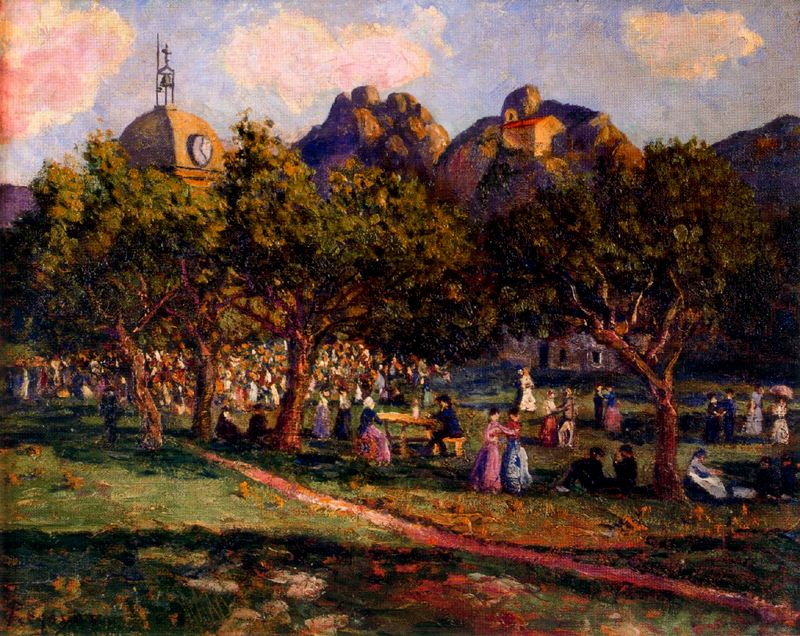
Urduliz